# Piper puberuliciliatum
Piper puberuliciliatum är en pepparväxtart som beskrevs av Truman George Yuncker. Piper puberuliciliatum ingår i släktet Piper och familjen pepparväxter. Inga underarter finns listade i Catalogue of Life.